# Pháo 5-inch/38-caliber
Pháo 5 inch/38 caliber Mark 12 là một kiểu hải pháo của Hải quân Hoa Kỳ. Chúng được lắp đặt trên nhiều lớp thiết giáp hạm, tàu sân bay, tàu tuần dương và tàu khu trục Hoa Kỳ trong giai đoạn Chiến tranh thế giới thứ hai và đã phục vụ cho đến tận cuối thế kỷ 20.

## Tổng quan
Pháo được đặt trên các bệ đơn dụng và lưỡng dụng chủ yếu được Hải quân Hoa Kỳ sử dụng. Trên các tháp pháo 5-inch đơn dụng (SP: single purpose) bệ pháo có góc nâng bị giới hạn đến 35° và không trang bị bộ cài đặt kíp nổ phòng không, và chỉ được thiết kế để đối phó mục tiêu tàu nổi. Tháp pháo lưỡng dụng (DP: Dual purpose) được thiết kế để có hiệu quả với cả mục tiêu tàu nổi và máy bay, vì chúng có góc nâng lên đến 85° và trang bị bộ cài đặt kíp nổ phòng không. Cỡ chiều dài nòng 38-caliber là kích thước trung bình, một sự thỏa hiệp giữa các kiểu pháo pháo 5-inch/51-caliber góc thấp và pháo 5-inch/25-caliber phòng không tiêu chuẩn của Hoa Kỳ trước đây.
Việc mở rộng chiều dài nòng pháo cải thiện tính năng trong cả hai vai trò phòng không và chống hạm tàu nổi so với pháo 5-inch/25.Tuy nhiên, ngoại trừ chiều dài nòng pháo và sử dụng vỏ đạn pháo bán cố định, pháo 5-inch/38 được phát triển dựa trên kiểu 5-inch/25. Cả hai đều có nạp đạn trợ lực điện, giúp tăng tốc độ bắn ở góc cao đối phó máy bay. Pháo 5 inch/38 caliber được đưa vào sử dụng trên chiếc USS Farragut, nhập biên chế năm 1934. Kiểu bệ pháo xoay vòng, vốn giúp cải thiện tốc độ bắn hiệu quả, được đưa vào sử dụng trên chiếc USS Gridley, nhập biên chế năm 1937.
Theo quan điểm của đa số các sử gia hải quân, 5-inch/38 là kiểu pháo cỡ nòng trung bình lưỡng dụng tốt nhất trong Thế Chiến II,  đặc biệt là khi chúng đặt dưới sự điều khiển của Hệ thống kiểm soát hỏa lực pháo Mark 37 tiên tiến, cho phép bắn chính xác và kịp thời vào cả các mục tiêu tàu nổi và máy bay. Ngay cả với hệ thống tiên tiến như vậy, cũng phải mất đến gần 1.000 quả đạn mới tiêu diệt được một mục tiêu máy bay. Tuy nhiên phần lớn máy bay bị bắn hạ bởi mảnh đạn nổ hơn là bắn trúng trực tiếp; vì vậy màn hỏa lực được áp dụng, khi nhiều khẩu pháo bắn lên không trung cùng một lúc. Chúng tạo ra một màn chắn mảnh đạn lớn ngăn được một hay nhiều máy bay, hay ngăn ngừa một máy bay chưa được phát hiện; sự tiêu phí đạn như vậy là chấp nhận được, đặc biệt là khi đối phó với máy bay cảm tử kamikaze vốn có thể gây sát thương lớn.
Tốc độ bắn tương đối nhanh so với cỡ nòng đã tạo cho nó tiếng tăm và sự tin cậy, đặc biệt là như một vũ khí phòng không, một nhiệm vụ mà nhiều tàu chiến Hoa Kỳ phải đảm trách. Kiểu bệ pháo xoay vòng với dây chuyền nạp đạn tích hợp có tốc độ bắn danh định 15 phát mỗi phút cho mỗi nòng pháo; tuy nhiên một kíp pháo thủ được huấn luyện thành thạo có thể bắn được đến 22 phát mỗi phút trong một thời gian ngắn. Trên các bệ không có dây chuyền nạp đạn, tốc độ bắn đạt được từ 12 đến 15 phát mỗi phút. Tuổi thọ của nòng pháo được ước lượng khoảng 4.600 lượt bắn với liều thuốc phóng toàn phần.
Pháo 5 inch/38 được lắp đặt cho một số lượng rất lớn tàu chiến của Hoa Kỳ trong thời kỳ Thế Chiến II. Chúng cũng được tái trang bị cho nhiều thiết giáp hạm thời Thế Chiến I khi được nâng cấp, thường là thay thế kiểu 5-inch/25-caliber được trang bị vào thập niên 1930. Hiện tại nó không còn được sử dụng trong hải quân hiện dịch, nhưng vẫn hiện diện trên các tàu bị bỏ không thuộc các hạm đội dự bị, cũng như hoạt động cùng một số quốc gia đang sở hữu những tàu chiến cũ của Hoa Kỳ. Hàng triệu quả đạn đã được sản xuất, với hơn 720.000 vẫn còn trong các kho đạn của Hải quân Mỹ vào giữa thập niên 1980 vì một số lượng lớn tàu của hạm đội dự bị có kiểu pháo 5-inch/38-caliber.

## Bệ pháo 5-inch/38-caliber Mark 12

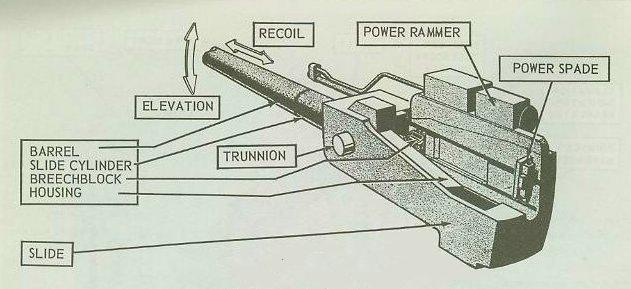
Sơ đồ bệ pháo Mark 12, trình bày như bệ nòng đơn hay khẩu bên phải trên bệ nòng đôi

Mỗi bệ pháo bao gồm một hoặc hai bệ pháo 5-inch/38-caliber Mark 12, trọng lượng 3.990 lb (1.810 kg). Bệ Mark 12 được giới thiệu vào năm 1934, trước tiên được đặt trên bệ pháo nòng đơn trên lớp tàu khu trục Farragut,  và cho đến Thế Chiến II đã được trang bị trên bệ nòng đơn hay nòng đôi của hầu hết các lớp tàu chiến và tàu phụ trợ của Hải quân Hoa Kỳ.

### Đặc tính

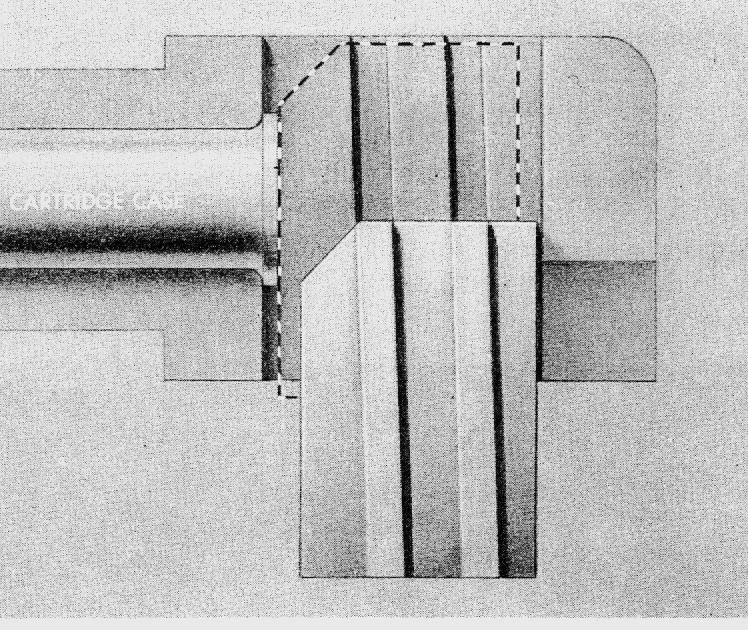
Khối khóa nòng hình nêm trượt dọc.

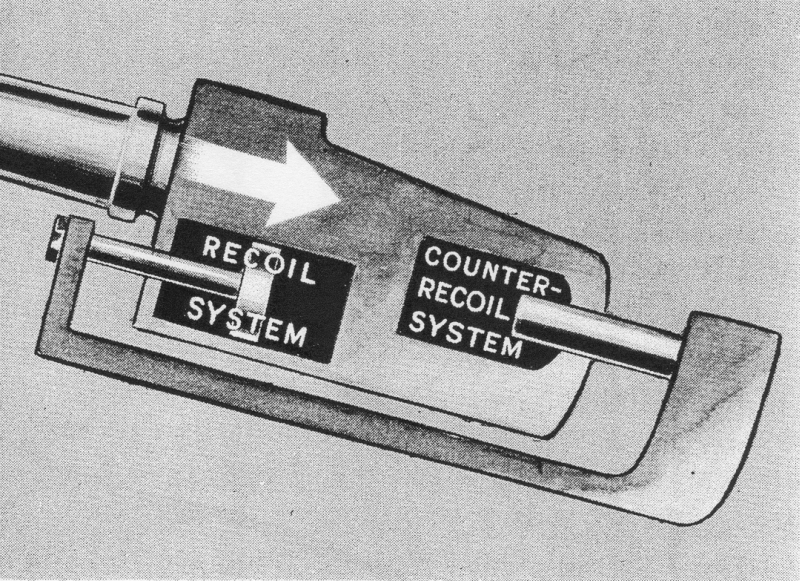
Sơ đồ các hệ thống chịu giật (recoil) và chống giật (counter-recoil). Mũi tên chỉ thị hướng di chuyển của bệ pháo trên bệ trượt trong quá trình giật lùi.

Các đặc tính chính của bệ Mark 12:
Bán tự động
Trong quá trình giật lùi, một phần năng lượng được chứa trong hệ thống chống giật và được dùng để chuẩn bị cho quả đạn tiếp theo. Kim hỏa được cài, khóa nòng mở, vỏ đạn pháo rỗng được đẩy ra, và nòng pháo được đẩy sạch bụi với sức ép khí.
Nạp đạn tay
Một pháo thủ nạp đầu đạn và một pháo thủ nạp thuốc phóng được bố trí cạnh pháo. Nhiệm vụ của nọ là chuyển đạn pháo, bao gồm đầu đạn pháo và một vỏ đạn chứa thuốc phóng, từ dây chuyền chuyển đạn sang khay nhồi đạn phía trước khóa nòng, và bắt đầu chu kỳ nhồi đạn.
Nhồi đạn bằng điện
Khẩu pháo sử dụng một bộ nhồi đạn vận hành bằng điện-thủy lực công suất 7,5 hp (5,6 kW), được thiết kế để nhồi quả đạn pháo nặng 93 pound (42 kg), dài 47,5 in (1,21 m) (kết hợp cả đầu đạn và vỏ thuốc phóng) vào buồng đạn ở bất kỳ góc nâng nào trong vòng chưa đầy một giây.
Khối khóa nòng hình nêm trượt dọc (xem sơ đồ)
Khối khóa nòng đóng buồng đạn phía sau vỏ thuốc phóng; nó cũng chứa bộ kim hỏa để khai hỏa.
Bộ chịu giật thủy lực
Hai piston thủy lực hấp thu lực giật chính khi khối bệ pháo giật lùi trên bệ trượt. Chúng cũng đệm quá trình chống giật để nhẹ nhàng quay về vị trí ban đầu.
Bộ chống giật khí nén
Vào cuối chu trình giật lùi, hệ thống chống giật di chuyển khối pháo trở lại phía trước để quay về vị trí ban đầu, và giữ nó ở bất kỳ góc nâng nào. Một buồng chứa khí nén, và ở phía cuối là một lổ tròn đường kính 3,5 in (8,9 cm).  Đi qua lổ này là một piston di động tiếp giáp với mặt sau của khối trượt (xem hình). Áp lực khí trong buồng có xu hướng đẩy piston ra khỏi buồng, nhưng piston không thể di chuyển do khối trượt. Vì vậy, khi piston không thể đi lùi, áp lực khí trong buồng giữ cho khối pháo đẩy lên phía trước. Khi khẩu pháo ở vị trí sẵn sàng, áp lực trong buồng vào khoảng 1.500 psi (10 MPa); khi pháo giật lùi, áp lực buồng tăng lên khoảng 2.250 psi (15,5 MPa).

### Vũ khí có mục đích, tính năng và thời đại tương đương
- QF 4.7 inch Mark XI Lưu trữ ngày 11 tháng 7 năm 2022 tại Wayback Machine: pháo lưỡng dụng tương đương của Anh.
- QF 4,5 inch Mk I – V: pháo lưỡng dụng tương đương của Anh.
- 12,7 cm SK C/34: pháo góc thấp tương đương của Đức.
- 12,8 cm FlaK 40: pháo phòng không chuyên dụng, đặt trên đất liền có cỡ nòng tương đương của Đức.
- 130 mm/50 B13 Kiểu 1936: Hải pháo và pháo phòng thủ duyên hải tương đương của Liên Xô
- Canon de 138 mm Kiểu 1929: Hải pháo tương đương của Pháp
- Hải pháo 120 mm Ý: Hải pháo tương đương của Ý
- Hải pháo 12,7 cm/50 Kiểu 3: Hải pháo tương đương của Nhật Bản

### Vũ khí có mục đích tương tự được Hải quân Hoa Kỳ tiếp nối sử dụng
- pháo 5-inch/54-caliber Mark 16: 1945
- pháo 5-inch/54 caliber Mark 42: 1953
- pháo 5-inch/54 caliber Mark 45: 1971